# AnnaGrace
AnnaGrace is een Belgisch danceproject, bestaande uit Annemie Coenen, David Vervoort, Peter Luts en producers Christophe Chantzis en Erik Vanspauwen. Tot 2008 ging AnnaGrace door het leven als Ian Van Dahl.
De eerste single van Ian Van Dahl, Castles in the Sky, werd al opgenomen in 1998, maar werd nooit echt een hit in België. In 2001 werd datzelfde nummer een grote hit in verschillende landen over de hele wereld. In het Verenigd Koninkrijk werd zelfs de derde plaats bereikt. Ook de opvolgers Will I en Reason bereikten de top 10 van de UK Singles Chart.
In 2002 kwam het debuutalbum Ace op de markt, wat na enkele weken al een gouden plaat opleverde in het Verenigd Koninkrijk. Nadien werden de singles Try, I Can't Let You Go, Believe, Where Are You Now en Inspiration gelanceerd over meerdere Europese landen. In België, Spanje, Finland en Brazilië bereikten de hits Movin' On en Just A Girl nog de hitlijsten in respectievelijk 2005 en 2006.
In 2008 werd bekend dat Ian Van Dahl verder door het leven gaat als AnnaGrace. Een eerste single You Make Me Feel verscheen in juni 2008. In mei 2009 verscheen de 2de single Let The Feelings Go. Het nummer haalde in Vlaanderen de 5de plaats in de Ultratop 50, in Nederland stond het op nummer 7 in de Single Top 40. Bovendien kwam de single op nummer 1 in de Billboard Hot Dance Airplay Chart in de VS.
De 3de single van AnnaGrace was Love Keeps Calling en haalde wederom de hitlijsten in Vlaanderen en Nederland. Het werd ook de 3de single die op nummer 1 in de Billboard Hot Dance Airplay Chart terechtkwam. Ten slotte kwam het nummer ook nog op nummer 26 in de Poolse chart.
Het debuutalbum van AnnaGrace 'Ready To Dare' verscheen in juni 2010 na de vierde single 'Celebration', die in mei verscheen.

## Discografie

### Albums
| Album met hitnotering(en) in de Vlaamse Ultratop 200 albums | Datum van verschijnen | Datum van binnenkomst | Hoogste positie | Aantal weken | Opmerkingen      |
| ----------------------------------------------------------- | --------------------- | --------------------- | --------------- | ------------ | ---------------- |
| Ace                                                         | 2002                  | 08-06-2002            | 41              | 3            | als Ian Van Dahl |
| Lost & found                                                | 2004                  | 05-06-2004            | 29              | 6            | als Ian Van Dahl |
| Ready to dare                                               | 21-06-2010            | 26-06-2010            | 15              | 11           |                  |

### Singles
| Single met eventuele hitnotering(en) in de Nederlandse Top 40 | Datum van verschijnen | Datum van binnenkomst | Hoogste positie | Aantal weken | Opmerkingen                                                              |
| ------------------------------------------------------------- | --------------------- | --------------------- | --------------- | ------------ | ------------------------------------------------------------------------ |
| Castles in the Sky                                            | 2000                  | 08-09-2001            | 28              | 4            | als Ian Van Dahl / Nr. 43 in de Single Top 100 / Dancesmash op Radio 538 |
| Will I?                                                       | 2001                  | 02-02-2002            | tip7            | -            | als Ian Van Dahl / Nr. 51 in de Single Top 100                           |
| Reason                                                        | 2002                  | -                     |                 |              | als Ian Van Dahl / Nr. 75 in de Single Top 100                           |
| Movin' on                                                     | 2005                  | 25-02-2006            | 36              | 2            | als Ian Van Dahl / Nr. 48 in de Single Top 100 / Dancesmash op Radio 538 |
| Let the feelings go                                           | 04-05-2009            | 13-06-2009            | 28              | 7            | Nr. 26 in de Single Top 100                                              |
| Love keeps calling                                            | 11-12-2009            | 26-12-2009            | 15              | 10           | Nr. 29 in de Single Top 100                                              |
| Celebration                                                   | 2010                  | 15-05-2010            | tip9            | -            | Nr. 85 in de Single Top 100                                              |

| Single met hitnotering(en) in de Vlaamse Ultratop 50 | Datum van verschijnen | Datum van binnenkomst | Hoogste positie | Aantal weken | Opmerkingen                   |
| ---------------------------------------------------- | --------------------- | --------------------- | --------------- | ------------ | ----------------------------- |
| Castles in the sky                                   | 2000                  | 15-07-2000            | tip16           | -            | als Ian Van Dahl / met Marsha |
| Castles in the sky                                   | 2000                  | 06-10-2001            | 35              | 5            | als Ian Van Dahl              |
| Will I?                                              | 2001                  | 26-01-2002            | 14              | 7            | als Ian Van Dahl              |
| Reason                                               | 2002                  | 04-05-2002            | 31              | 7            | als Ian Van Dahl              |
| Try                                                  | 2002                  | 07-09-2002            | 36              | 5            | als Ian Van Dahl              |
| I can't let you go                                   | 2003                  | 18-10-2003            | 22              | 8            | als Ian Van Dahl              |
| Where are you now?                                   | 2004                  | 24-04-2004            | 23              | 8            | als Ian Van Dahl              |
| Inspiration                                          | 2004                  | 27-11-2004            | 23              | 11           | als Ian Van Dahl              |
| Movin' on                                            | 2005                  | 17-12-2005            | 24              | 10           | als Ian Van Dahl              |
| Just a girl                                          | 2006                  | 22-07-2006            | 35              | 5            | als Ian Van Dahl              |
| You make me feel                                     | 23-06-2008            | 19-07-2008            | 35              | 2            |                               |
| Let the feelings go                                  | 2009                  | 16-05-2009            | 5               | 17           |                               |
| Love keeps calling                                   | 2009                  | 16-01-2010            | 23              | 5            |                               |
| Celebration                                          | 2010                  | 29-05-2010            | 21              | 6            |                               |
| Don't let go                                         | 11-10-2010            | 30-10-2010            | 26              | 3            |                               |
| Ready to fall in love                                | 20-02-2012            | 03-03-2012            | tip7            | -            |                               |
| Alive                                                | 2012                  | 25-08-2012            | tip86           | -            |                               |
| Girls like dancing                                   | 2013                  | 01-06-2013            | tip26           |              |                               |